# Caricabatterie
Un caricabatterie è un dispositivo elettrico o elettronico, con la funzione di ricaricare le batterie ricaricabili, scariche; a questo scopo, deve fornire una energia adeguata alla cella secondaria, basata sulla tensione di lavoro della batteria e sulla sua capacità di carica. La corrente elettrica necessaria per la ricarica delle batterie, è solitamente di tipo continuo (DC) e di valori elettrici anche molto differenti: ad esempio, una tipica batteria per automobili da 12 V e 120 Ah, offre una capacità di 1440 Wh, e quindi risulterà essere molto diversa da una per telefono cellulare con valori elettrici (ad esempio) di 5 V e 3 Ah, che offre una capacità di soli 15 Wh. Per questo motivo, i vari caricabatteria sono tendenzialmente specifici per un solo tipo di cella, benché esistano anche vari modelli "universali", più o meno adatti anche per due o tre tipi simili.

## Tipi di caricabatterie
Tra i caricabatterie, oltre ai valori elettrici della fornitura di energia necessaria (volt e ampere), le varie specifiche possono comprendere anche il tipo di ricarica: lenta o veloce, con funzioni o meno di tempistica programmabile, con forma d'onda o ad impulsi, con controllo di temperatura e/o di massima erogazione, con funzioni di stop o pausa e ripresa, con funzioni di mantenimento, ecc. In base alle funzioni specifiche i caricabatterie possono prendere dei nominativi che li caratterizzano.

### Trickle (a goccia)
Il caricabatterie trickle (dall'inglese "gocciolare") ricarica la batteria molto lentamente, quasi alla velocità di auto-scarica. È il più lento tra i vari tipi di caricabatterie, ed una batteria può essere in genere lasciata in carica a tempo indeterminato: lasciandola collegata, questa riceverà la ricarica gradualmente senza mai andare in sovraccarico. Generalmente hanno circuiti elettronici in grado di dosare la carica corretta ed adeguata.

### Elettrico (semplice)

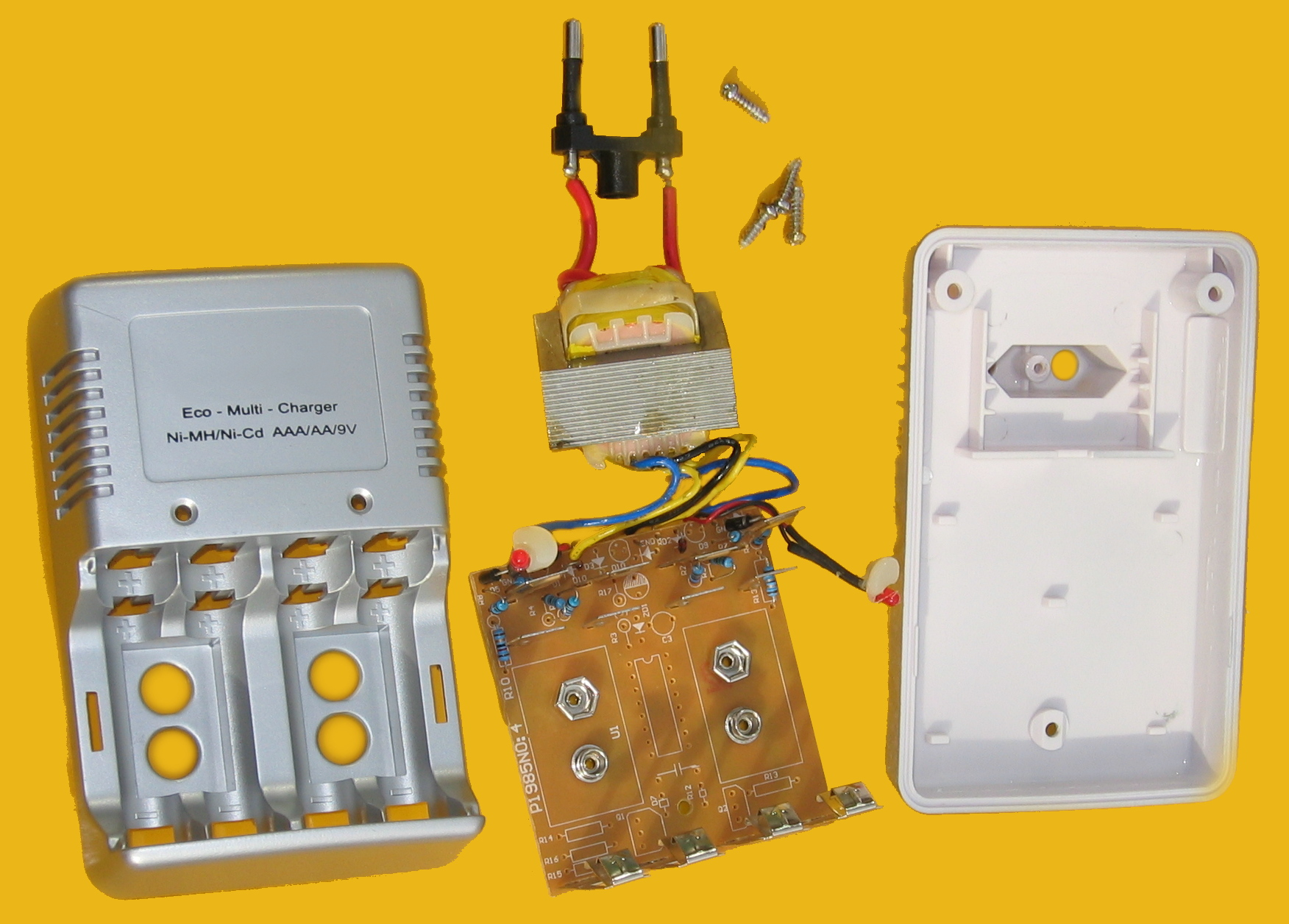
Interno di un caricabatteria elettrico "semplice"

Questi caricabatterie forniscono una tensione e una corrente costante alla batteria. Un caricabatterie elettrico, è sostanzialmente un alimentatore semplice di bassa potenza, costituito da un semplice trasformatore di rete, con valori di uscita poco superiori la tensione della batteria (es: da 240V a 10V), "stabilizzato" in modo molto elementare (in genere con 1 solo diodo), che lavora erogando una determinata intensità massima di corrente continua alla batteria in carica, determinata da una semplice resistenza. Il massimo della semplicità, senza funzioni elettroniche.

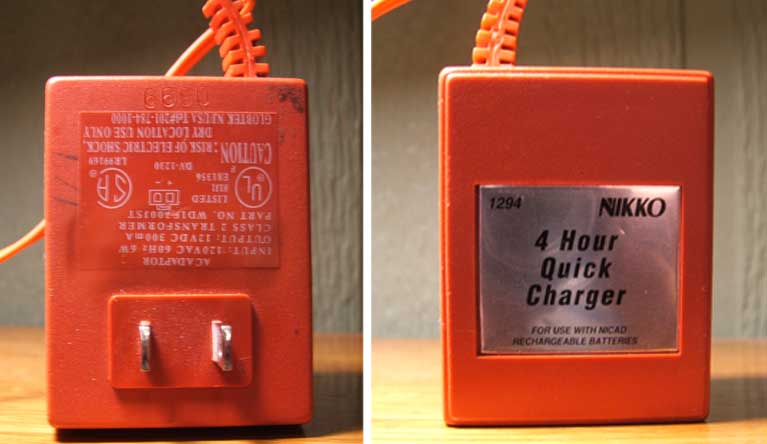
Caricabatteria "semplice"

Un semplice caricabatterie equivalente ad un adattatore AC/DC da parete, applica costantemente (ad esempio) 300 mA alle batterie; ma se lasciate connesse troppo a lungo, si possono danneggiare. La semplicità di questa procedura implica un basso costo di produzione, ma anche compromessi in termini di qualità. Tipicamente, la batteria richiede più tempo di ricarica, a causa della bassa intensità di corrente erogata, per evitare effetti di sovraccarico; tuttavia, la batteria lasciata ricaricare per troppo tempo, alla fine potrebbe risultare indebolita o addirittura distrutta, a causa della carica continua, che col tempo risulta eccessiva. Usando questi caricatori è necessario rispettare i tempi previsti di ricarica, evitando ricariche troppo prolungate (es: tutta la notte), e dovrebbero essere monitorati quasi continuamente. 

### Con timer
L'output di un caricabatterie a timer è costante, ma termina dopo un tempo predeterminato. I caricabatterie a timer, alla fine degli anni novanta, erano il tipo più comune per le batterie NiCd ad alta capacità (mentre le batterie NiCd a bassa capacità di consumo venivano tipicamente caricate con un caricabatterie semplice).
I caricabatterie a timer possono spesso essere acquistati con una serie di batterie in un unico pacchetto. Con l'evoluzione della tecnologia, tendente ad aumentare la capacità di anno in anno, un vecchio caricabatterie a timer può essere in grado di caricare solo in parte le nuove batterie.
I caricabatterie a timer presentavano anche l'inconveniente che caricando batterie non completamente scariche queste risultavano poi sovraccaricate, in quanto non vi è modo di rilevare lo stato di carica: anche se la batteria era carica, continuava a ricevere erogazione di corrente, perché il tempo cronometrato dall'apparecchio non era ancora scaduto.

### Intelligente

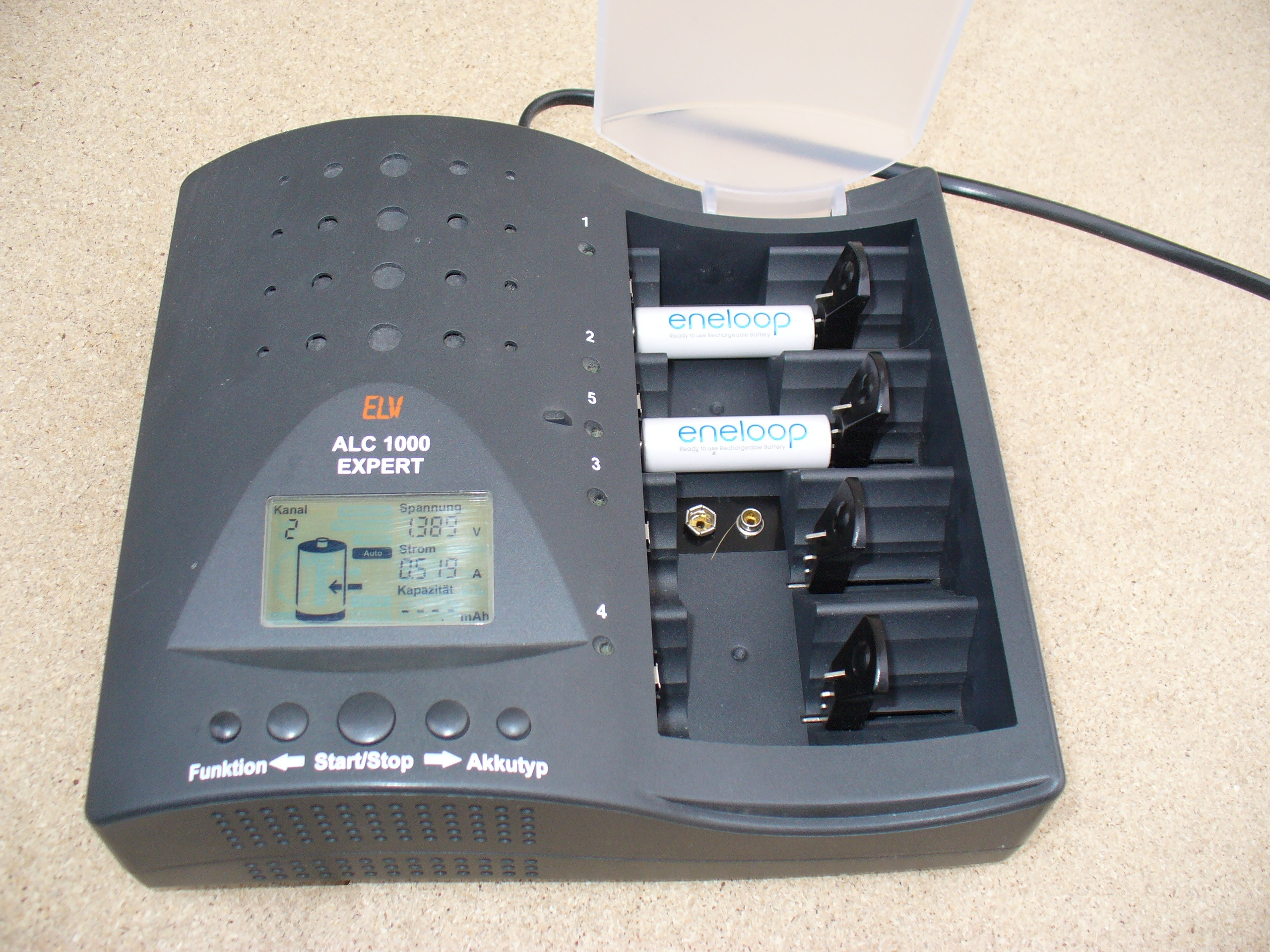
Caricabatterie intelligente universale

La corrente di uscita dipende dallo stato della batteria. Un caricabatterie intelligente, con l'ausilio di un battery management system (BMS), può monitorare la tensione della batteria, la temperatura e/o il tempo sotto carica per determinare la corrente di carica ottimale in quel momento. La carica termina quando la combinazione di tensione, temperatura e/o tempo rilevata lascia presumere che la batteria sia completamente carica.
Per batterie NiCd e NiMH, la tensione aumenta lentamente mentre la batteria è in carica, fino a quando è stata quasi completamente ricaricata. A quel punto la tensione diminuisce fino a che la batteria è stata ricaricata completamente. Tali caricabatterie sono spesso indicati come ∆V, o caricabatterie “delta-V” perché monitorano il cambiamento della tensione.
Il problema è che la magnitudine dei caricabatterie “delta-V” può ridursi molto, o addirittura azzerarsi, se vengono ricaricate batterie ricaricabili a capacità molto alta. Questo può far sì che anche un caricabatterie intelligente non avverta che le batterie sono già del tutto cariche e continui a caricare.
Questo potrebbe tradursi in un caricamento eccessivo delle batterie. Tuttavia, molti caricabatterie cosiddetti intelligenti usano una combinazione di sistemi, che nella maggior parte dei casi dovrebbero prevenire un caricamento eccessivo.
Un tipico caricabatterie intelligente ricarica una batteria fino all'85% circa della sua capacità massima in tempi brevi, solitamente anche meno di un'ora, e poi passa a un caricamento di compensazione, impiegando anche diverse ore per caricare la batteria fino alla capacità massima.

### Veloce
I caricabatterie veloci utilizzano i circuiti di controllo delle batterie per ricaricarle rapidamente senza danneggiarne gli elementi. Alcuni hanno una ventola di raffreddamento che aiuta a tenere la temperatura delle batterie sotto controllo. Possono anche comportarsi come caricabatterie standard, se usati con normali batterie NiMH che non hanno circuiti speciali di controllo. Alcuni caricabatterie veloci, come quelli prodotti da Duracell, possono ricaricare velocemente qualsiasi batteria NiMH, anche se non hanno circuiti di controllo.

### Ad impulsi
Alcuni caricabatterie utilizzano la tecnologia a impulsi, nella quale alla batteria viene dato un impulso a corrente pseudo continua che ha un tempo di salita, una ampiezza (tensione), un tasso di ripetizione (frequenza), tutti strettamente controllati. Questa tecnologia funziona con qualsiasi dimensione, tensione, capacità o chimica della batteria, incluse le batterie per automobili e quelle regolate con valvole. 
Con il caricamento ad impulsi, si possono applicare anche alte tensioni istantanee senza surriscaldare la batteria.
Sono stati brevettati diversi tipi di caricabatterie ad impulsi, mentre altri sono “open source”. 
Alcuni caricabatterie utilizzano impulsi per verificare lo stato iniziale della batteria non appena viene collegato il caricabatterie, poi utilizzano la corrente continua durante il caricamento veloce e utilizzano gli impulsi per terminare il caricamento e/o mantenere la carica.
Alcuni caricabatterie utilizzano “impulsi a carica negativa”, anche chiamato "caricamento reflex" o "carica d'inversione". Tali caricabatterie utilizzano sia impulsi di corrente positiva che brevi impulsi negativi.

### A interruzione (switch)
I caricabatteria più moderni per le batterie a piombo/acido utilizzano la tecnologia switch (), ovvero modificano la frequenza della corrente alternata di ingresso, tramite l'azione di un microprocessore, per ottenere una corrente in uscita continua con bassissima ondulazione. Questo permette di caricare in modo molto efficiente anche le batterie al piombo tecnologicamente più evolute, come le AGM (Absorbed Glass Matt) o quelle al GEL e con celle a spirale; queste batterie infatti necessitano di ricariche molto accurate per evitare la perdita della frazione liquida in caso di eccessivo riscaldamento, in quanto i rabbocchi non sono tecnicamente possibili.
La presenza di microprocessori più o meno evoluti consente l'adozione di profili di ricarica a corrente costante a più stadi (generalmente da quattro a otto), e di fasi particolari quali la desolfatazione, il test di caduta di tensione, il mantenimento di un lungo periodo in corrente pulsata e altro, a seconda del costruttore e delle specifiche esigenze. La fase di mantenimento pulsato permette in particolare di lasciare attaccata la batteria per un periodo lunghissimo, senza soffrire delle problematiche del metodo "trickle" o "tampone", che nelle batterie al piombo di ultima generazione, può rapidamente portare all'evaporazione del liquido e al conseguente danneggiamento delle piastre.

### A induzione (wireless)
I caricabatterie a induzione utilizzano l'induzione elettromagnetica per caricare le batterie. Una stazione di caricamento manda energia elettromagnetica attraverso un accoppiamento induttivo a un dispositivo elettrico che va a conservare l'energia nelle batterie. Questo accade senza bisogno di contatto metallico tra il caricabatterie e la batteria.
Si usa comunemente con gli spazzolini elettrici ed altri dispositivi usati in bagno.
Poiché non ci sono contatti elettrici aperti il rischio di folgorazione connesso al suo utilizzo è quasi del tutto assente.
Questo sistema nel terzo millennio ha cominciato a prendere piede anche nei prodotti informatici, di cui tra i primi fu il Palm Pre.
Lo svantaggio di un sistema wireless è dato dalla ridotta efficienza e l'ecosostenibilità, dato che è stato studiato e analizzato in diversi modi, anche contraddittori.

### Caricabatterie USB
Da quando il collegamento Universal Serial Bus sopportare una tensione elettrica di cinque volt, è possibile utilizzare un caricatore e relativo cavo USB come fonte di energia per ricaricare le batterie. Sebbene le specifiche USB indichino una corrente erogabile massima di 500 mA, i moderni caricabatterie possono erogare fino a 3 A e possedere tecnologie che elevano la tensione su richiesta del dispositivo come Quick Charge e simili. I prodotti basati su questa idea, includono caricabatterie per cellulari e lettori audio portatili.

### Caricabatterie portatile autoalimentato

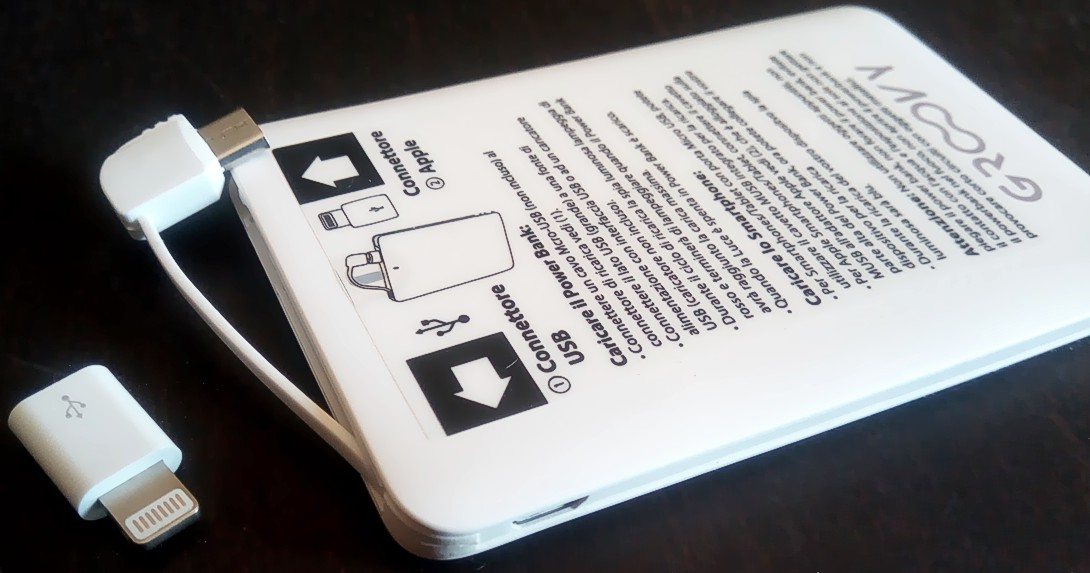
Un caricabatterie portatile autoalimentato, automunito di cavetto di carica e relativo adattatore

I caricabatterie portatili autoalimentati, conosciuti come power bank, funzionano grazie a una batteria interna. La loro produzione ha visto un incremento con la progressiva diffusione di smartphone, in particolar modo con i modelli più sottili e prestanti che sacrificano l'autonomia per favorire il profilo sempre più sottile del telefono. Tali dispositivi possono essere o meno muniti di cavetto di ricarica integrato e possono gestire in modo più o meno differente la carica e tensione di carica.
Presentano al loro interno una o più batterie agli ioni di litio, solitamente in formato 18650, o batterie litio-polimero le quali consentono un profilo più sottile del dispositivo. La parte circuitale è composta da un circuito di ricarica e da un circuito step-up per elevare la tensione della batteria, solitamente dai 3.7 ai 4.2 V ai 5V richiesti per la porta USB. Il powerbank solitamente presenta un pulsante per l'accensione o è dotato di un rilevamento automatico del dispositivo collegato.
I modelli più evoluti presentano connettori USB-C sia per la ricarica della batteria interna che per la ricarica dei dispositivi, oltre a tecnologie di ricarica rapida come Quick Charge e similari.

## Galleria d'immagini

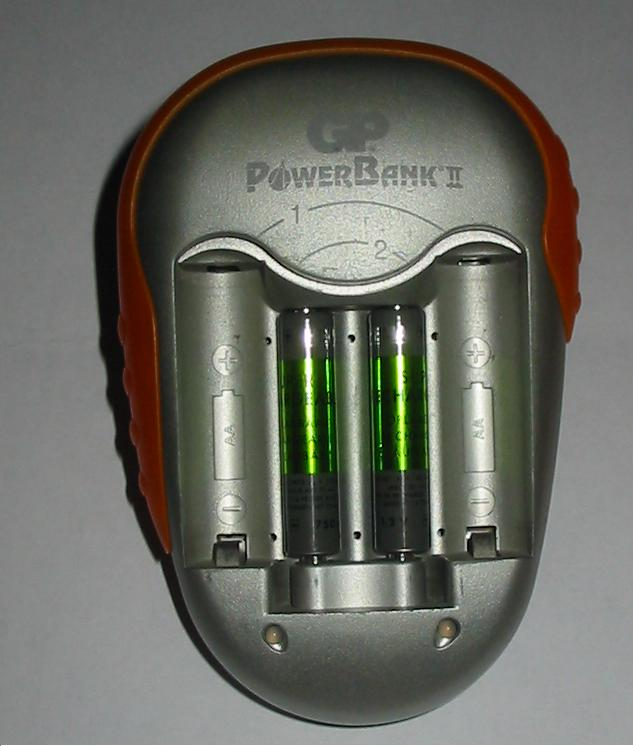
Carica le batterie fino alla tensione specifica, dopodiché carica a compensazione, fino alla rimozione delle batterie.
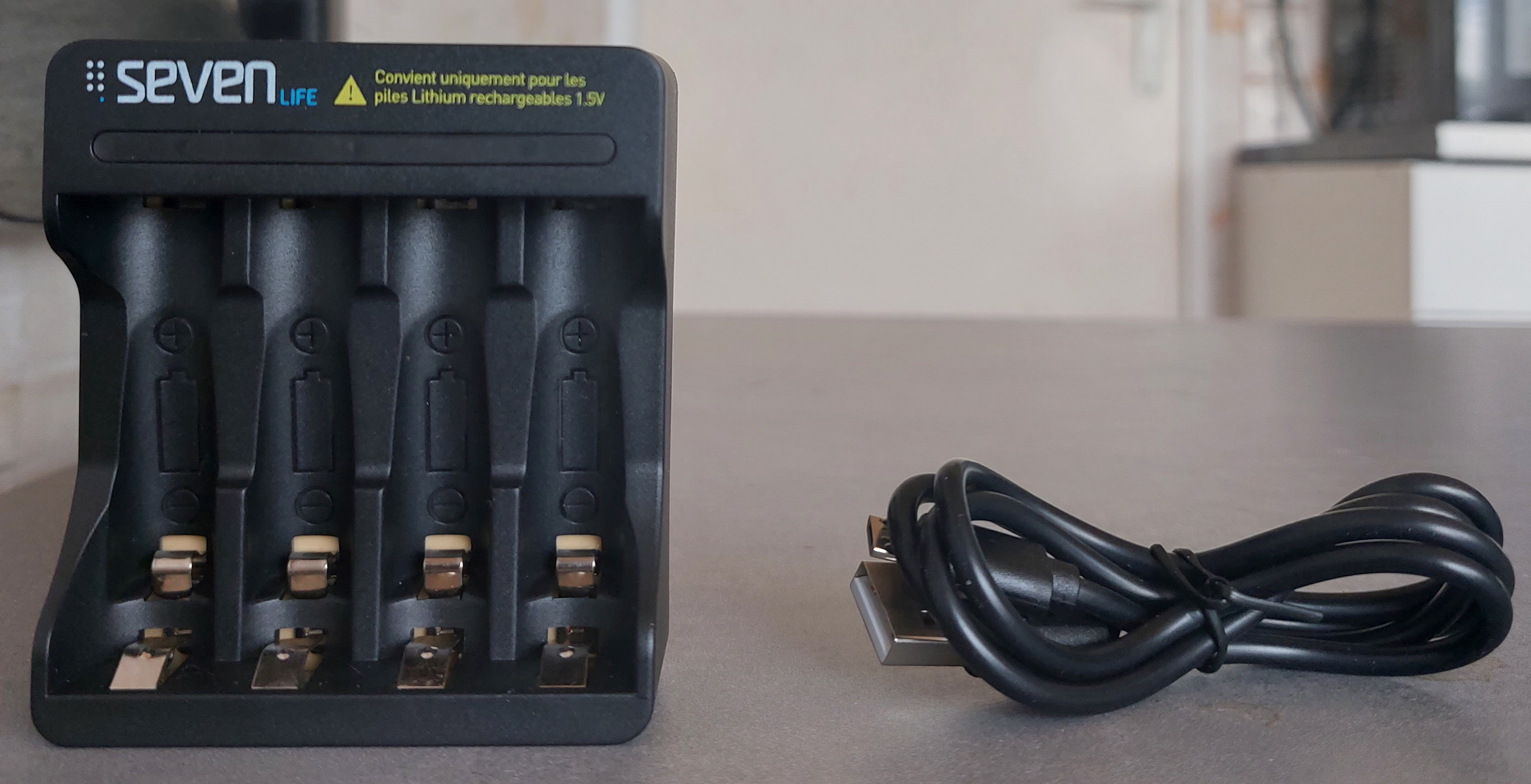
Caricabatterie da 1,5 V via USB
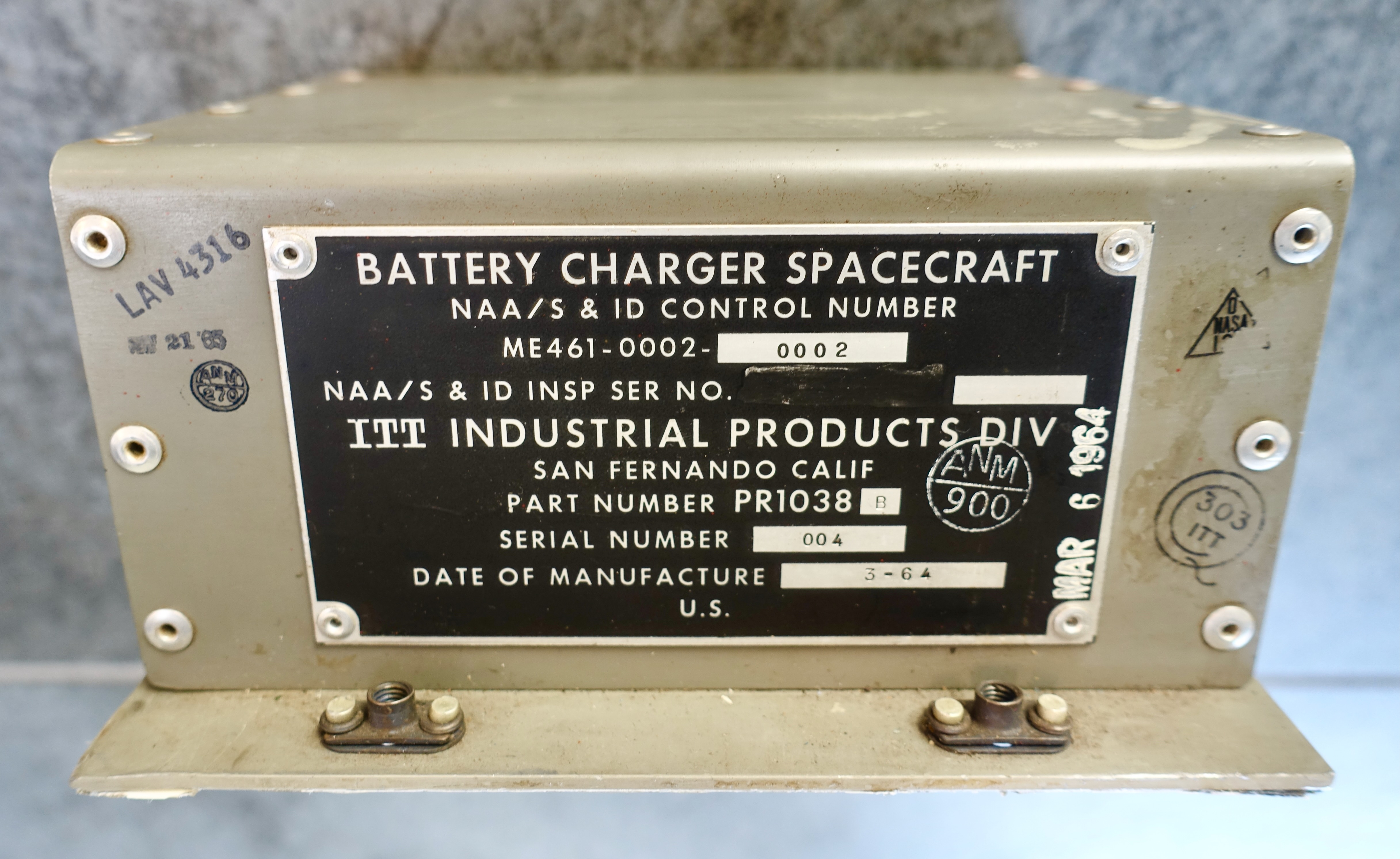
Caricabatteria del modulo di comando della navetta Apollo (NASA).
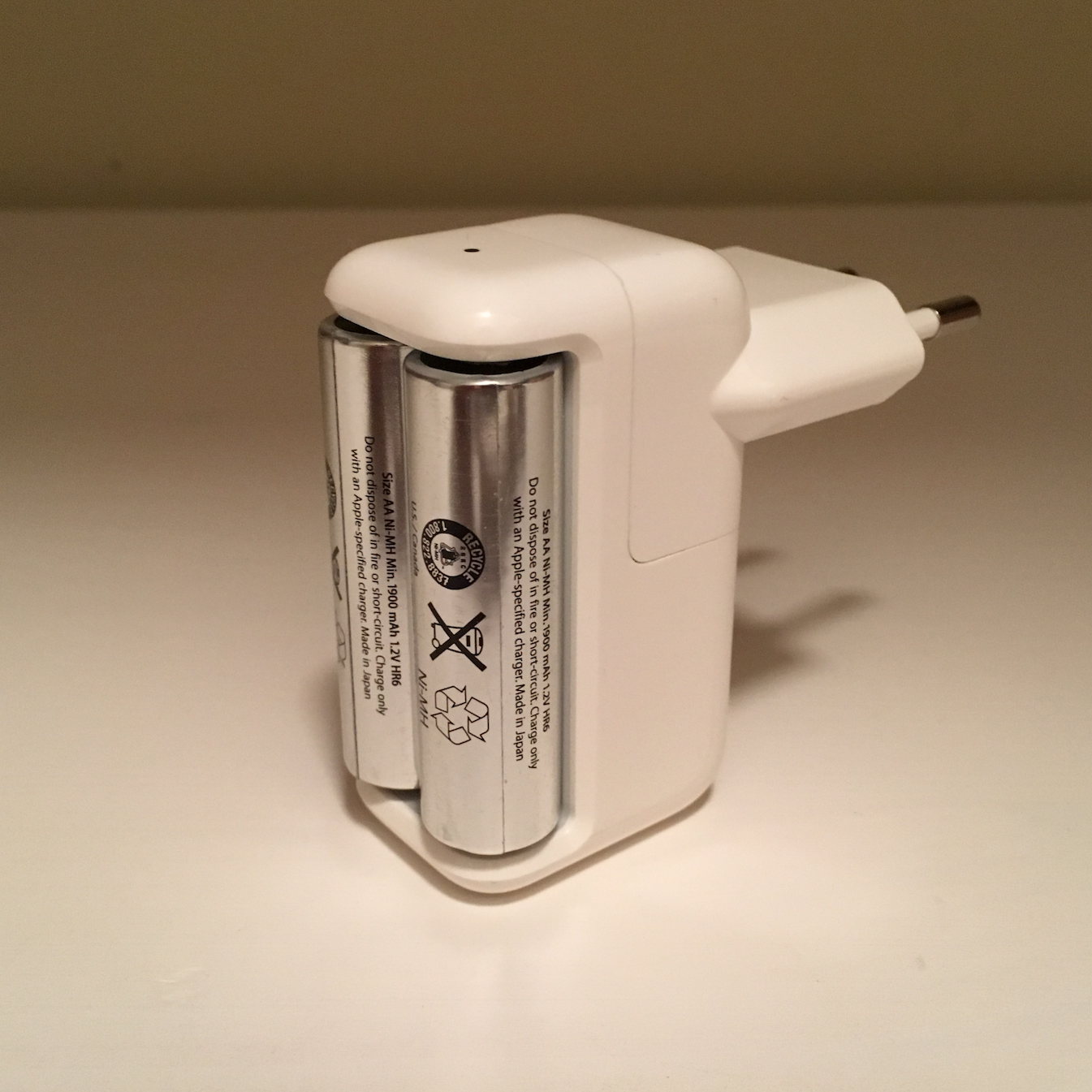
da presa di rete
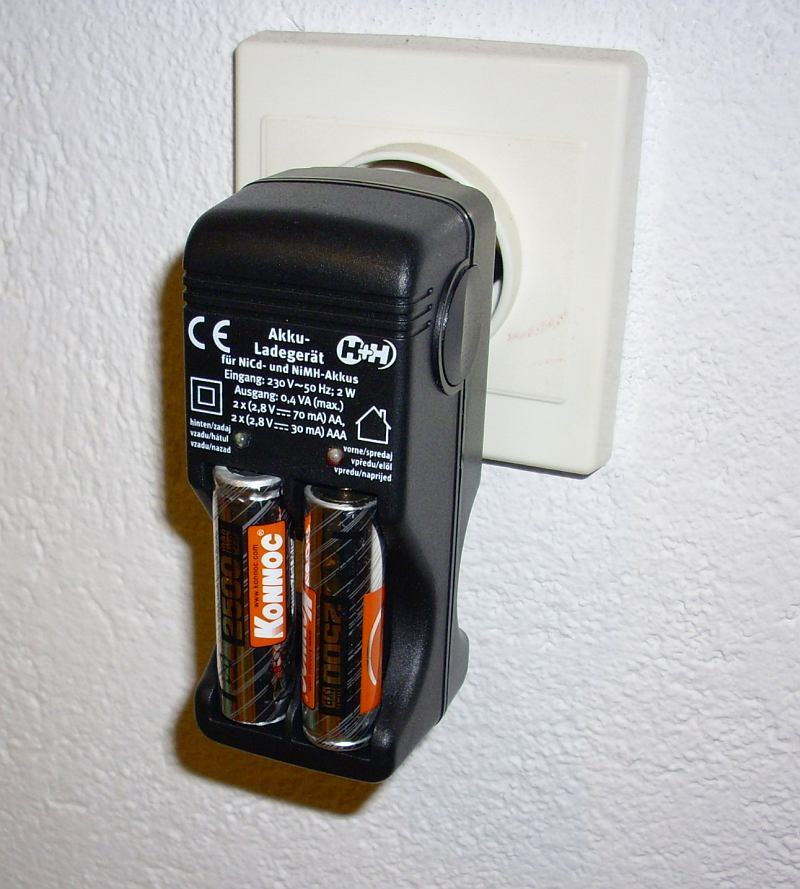
da presa di rete
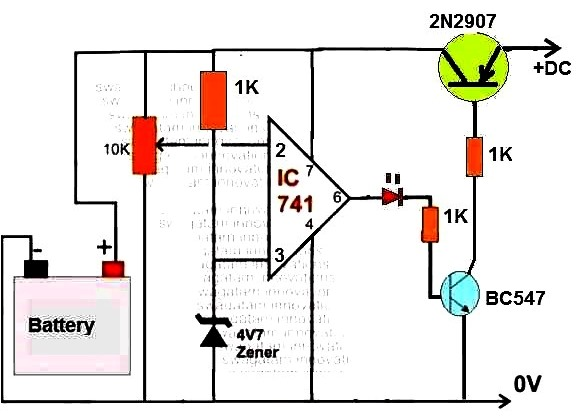
Schema elettrico per batterie Li-Ion
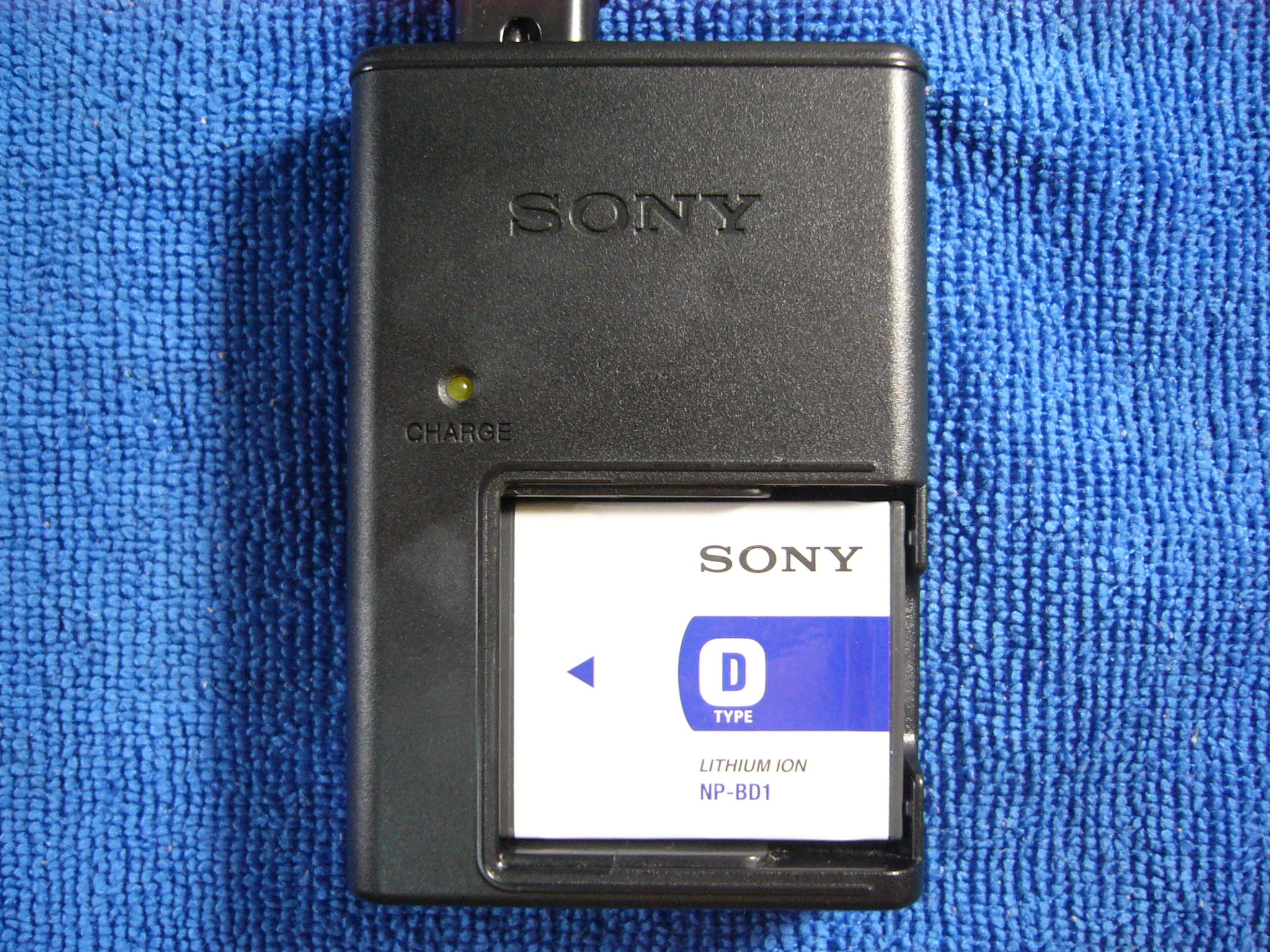
per telefoni o fotocamere, ecc
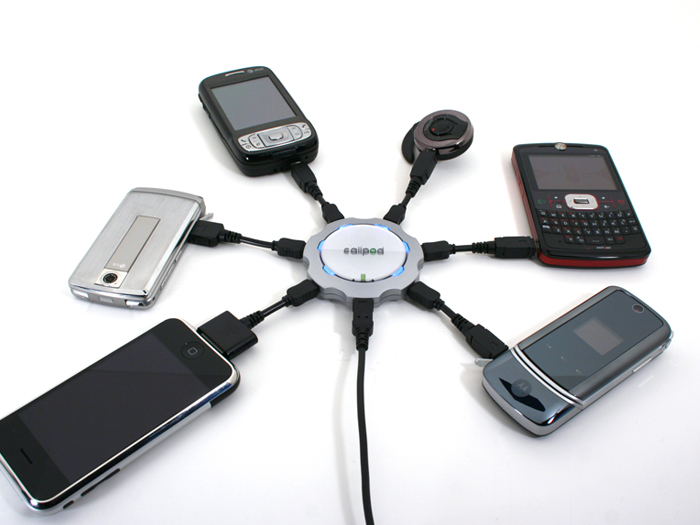
Chargerpod
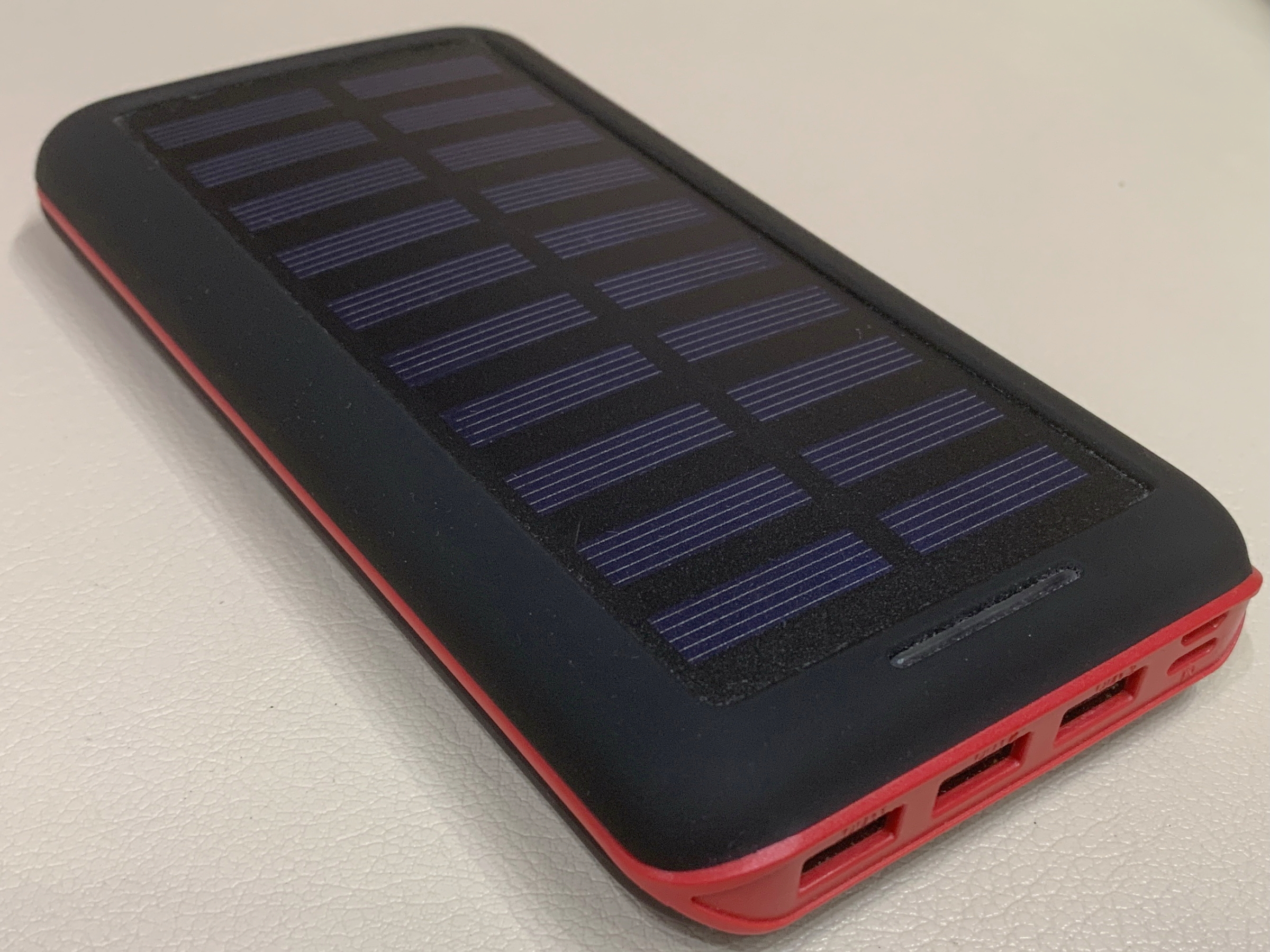
solare
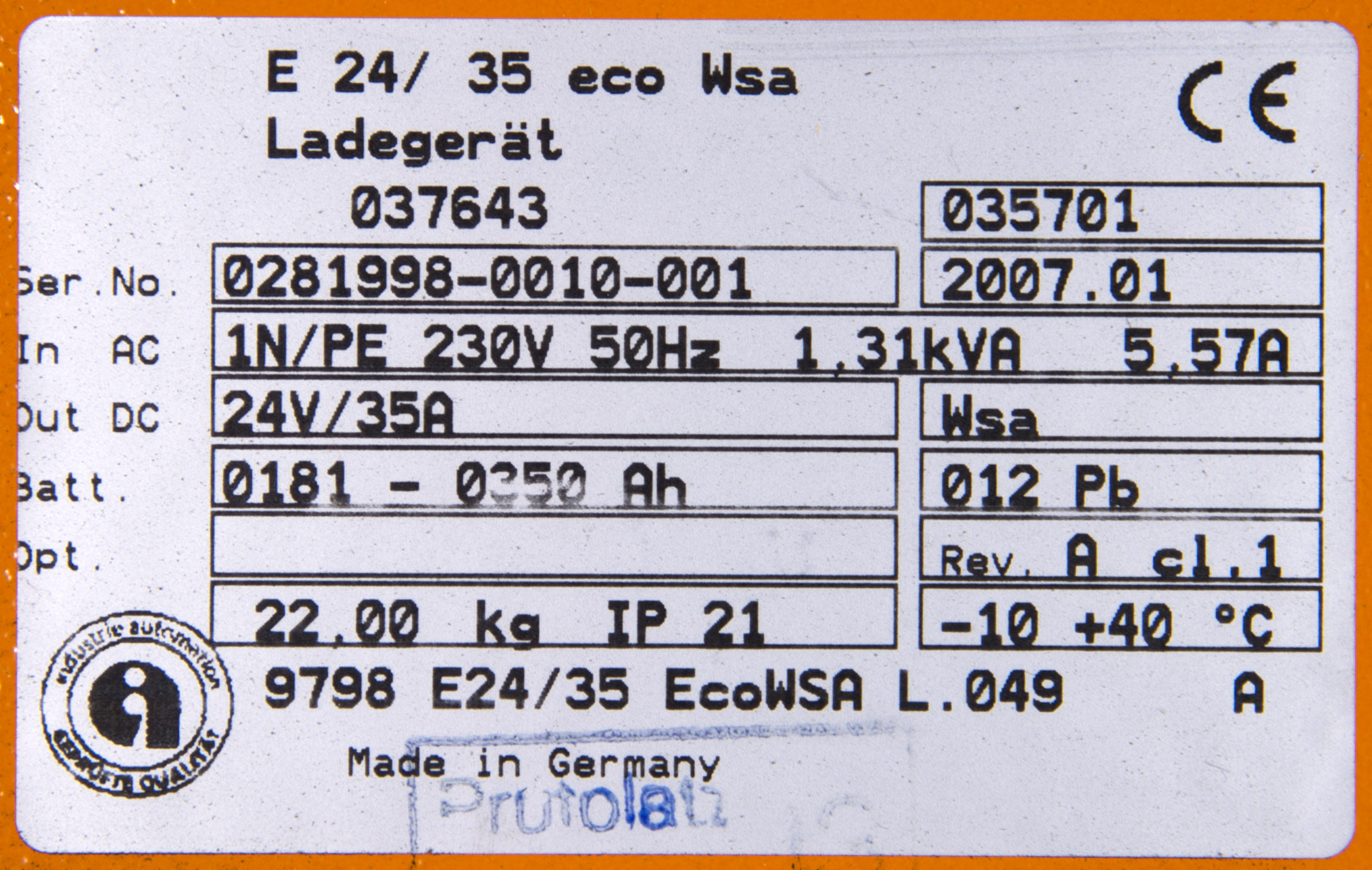
Targhetta con specifiche elettriche
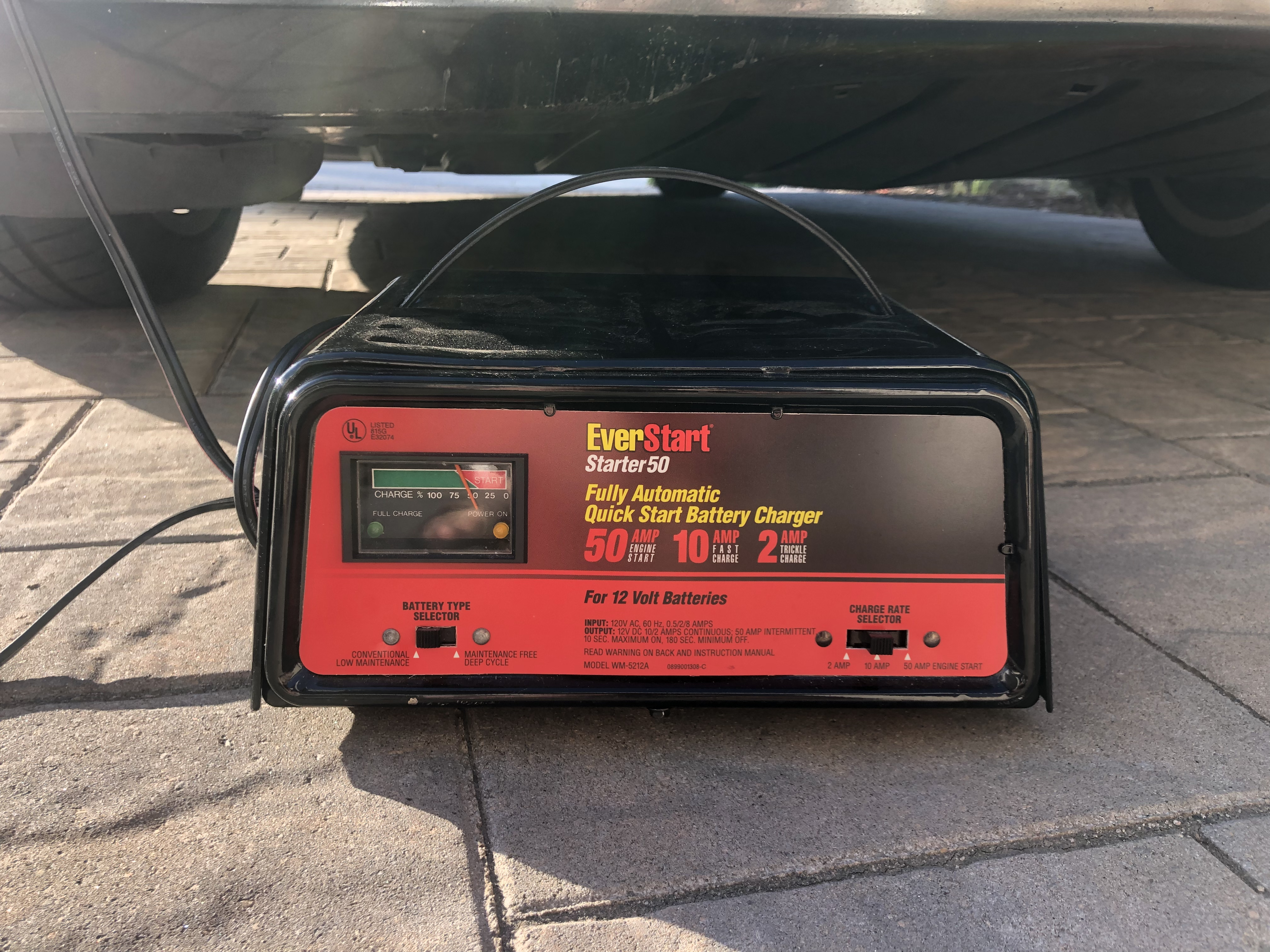
Caricatore da Auto 12V
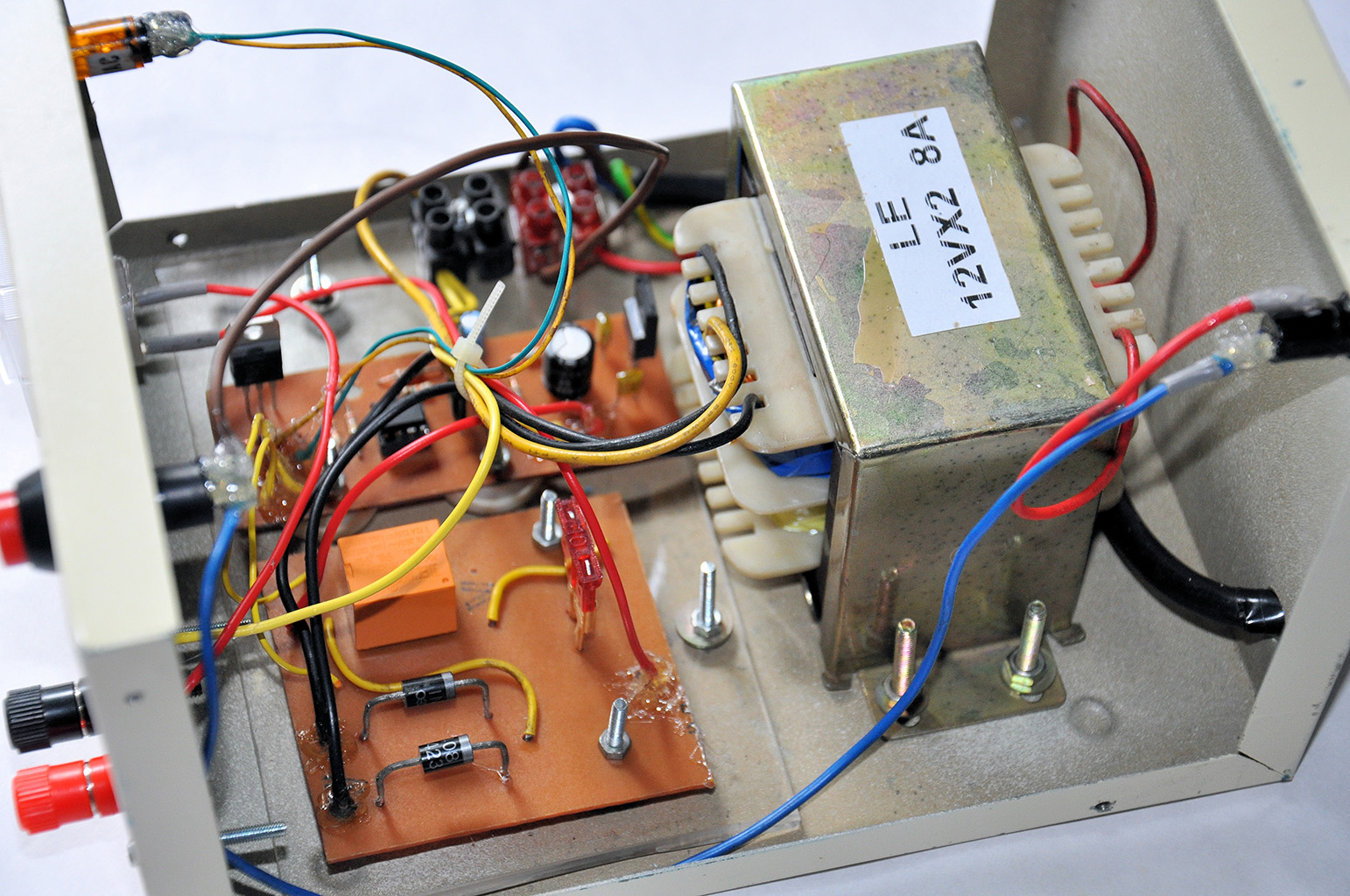
per batterie auto 12 V (interno)
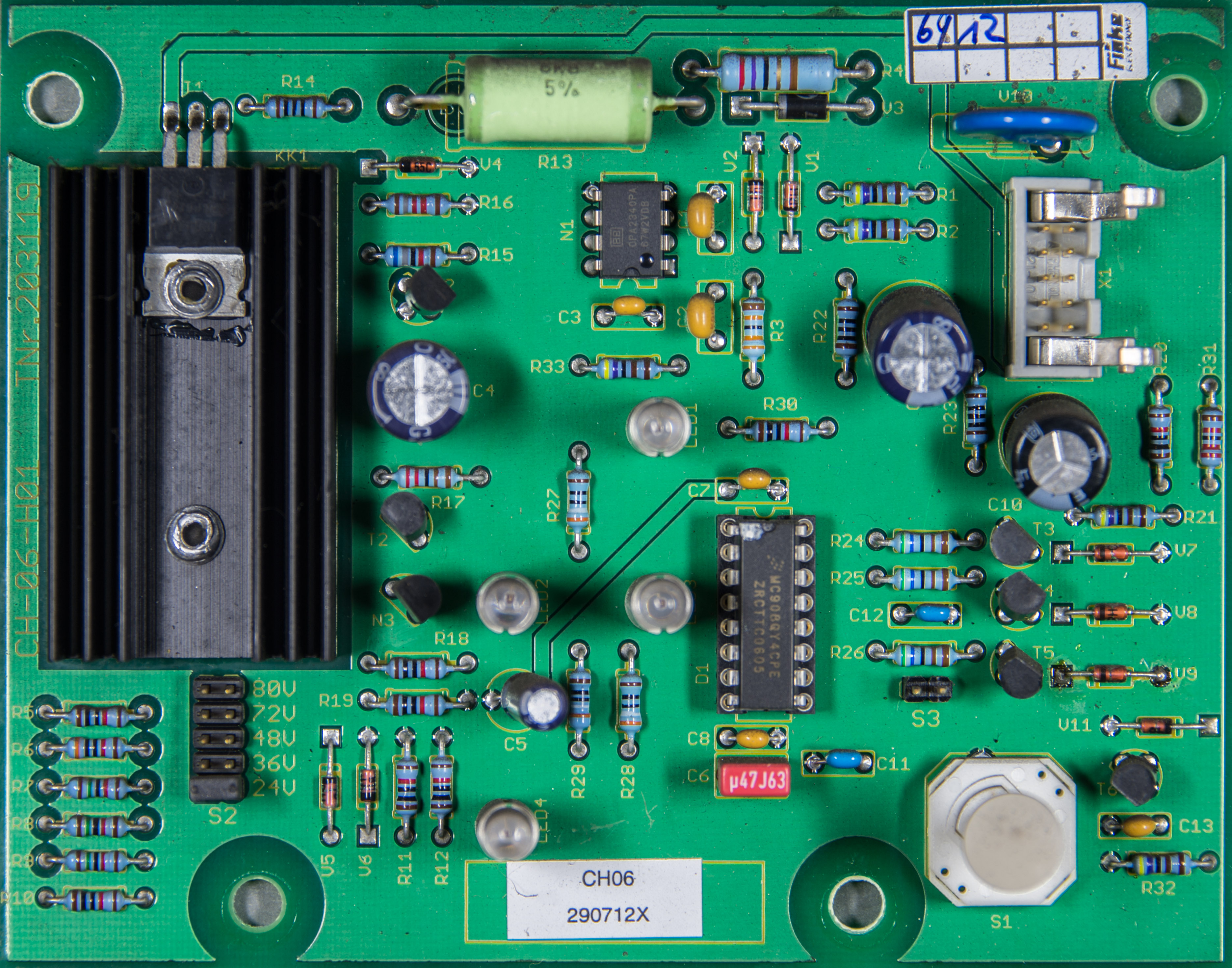
regolatori 12-24 V
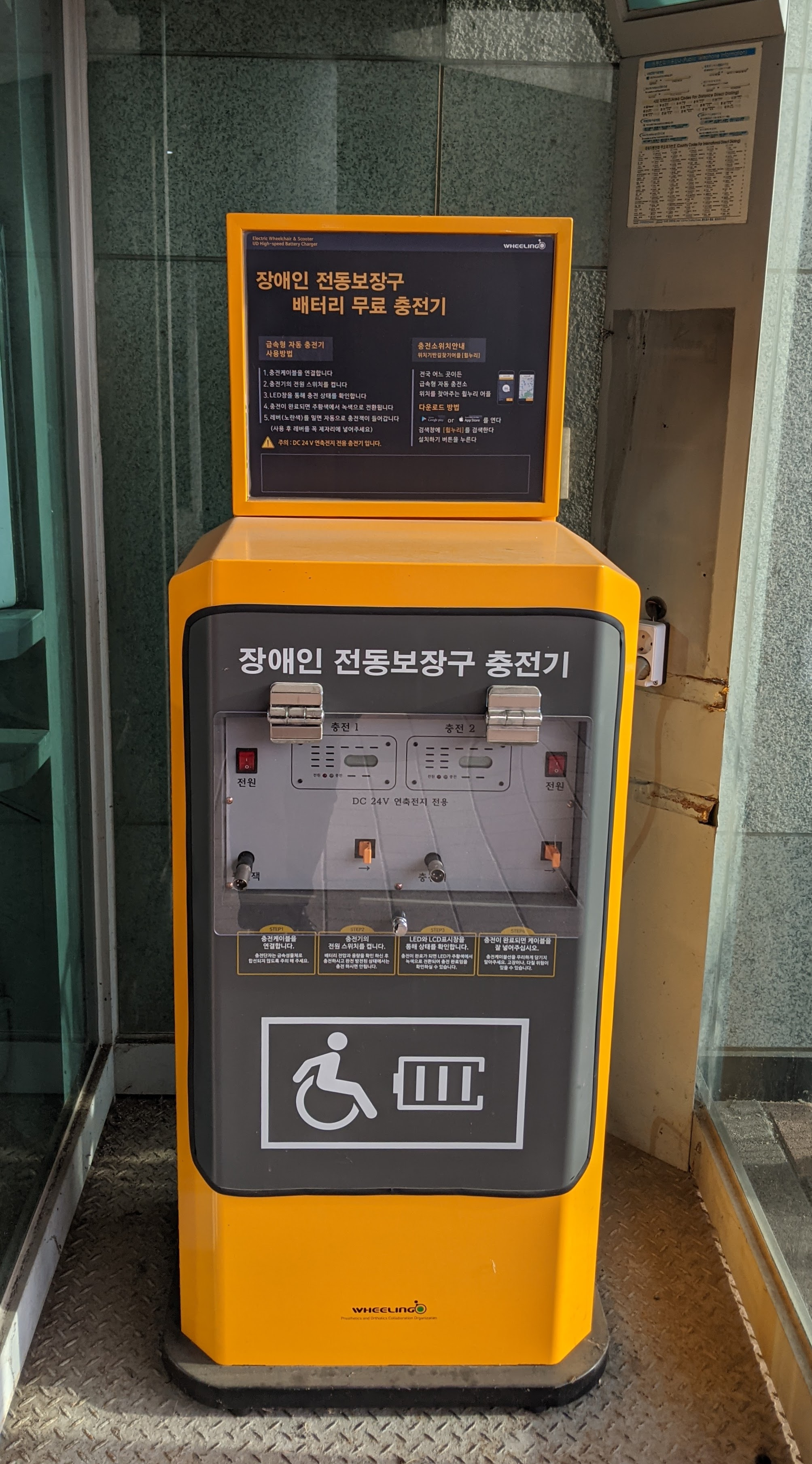
per scooter e sedie a rotelle
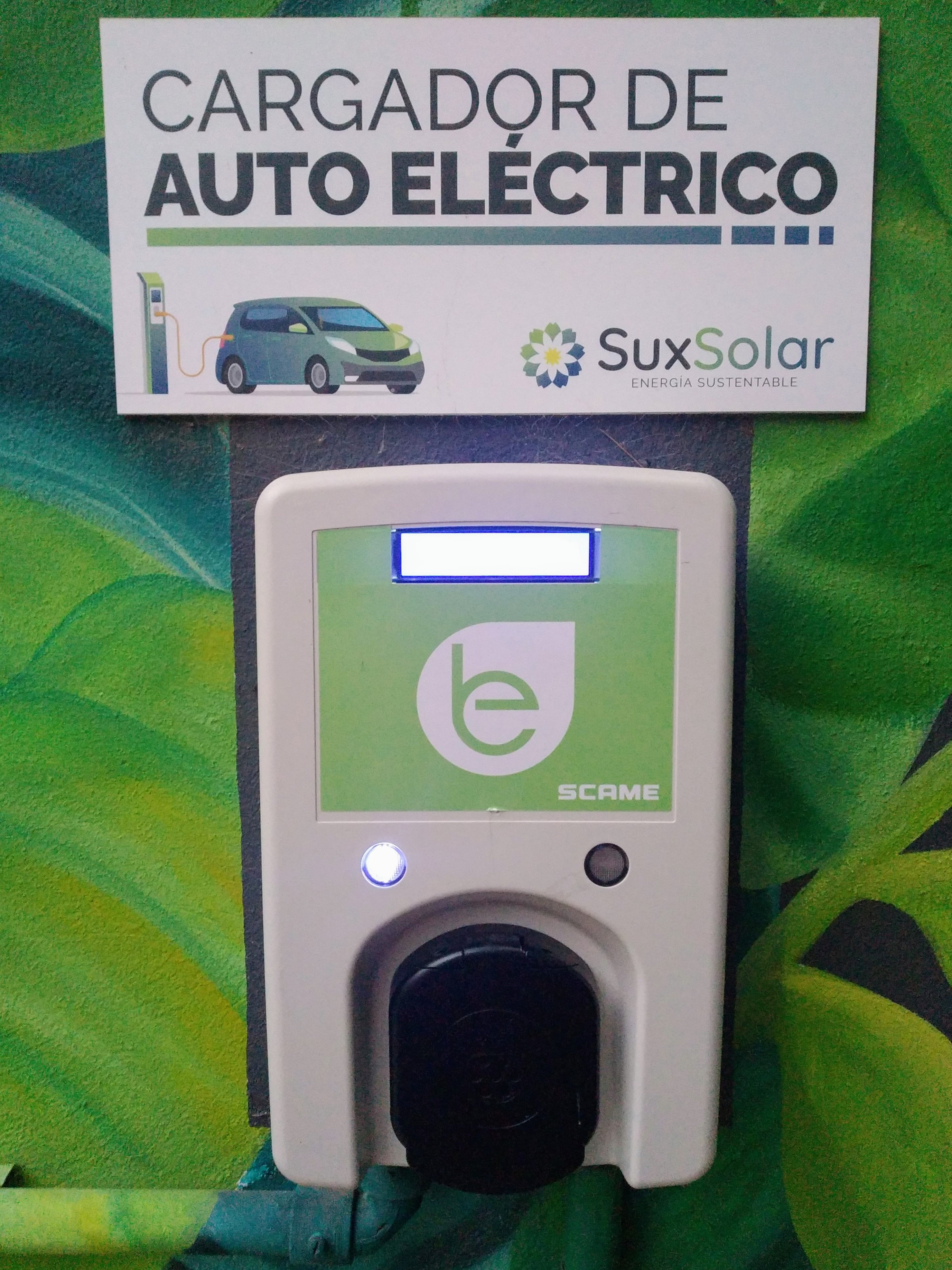
Per Auto elettrica
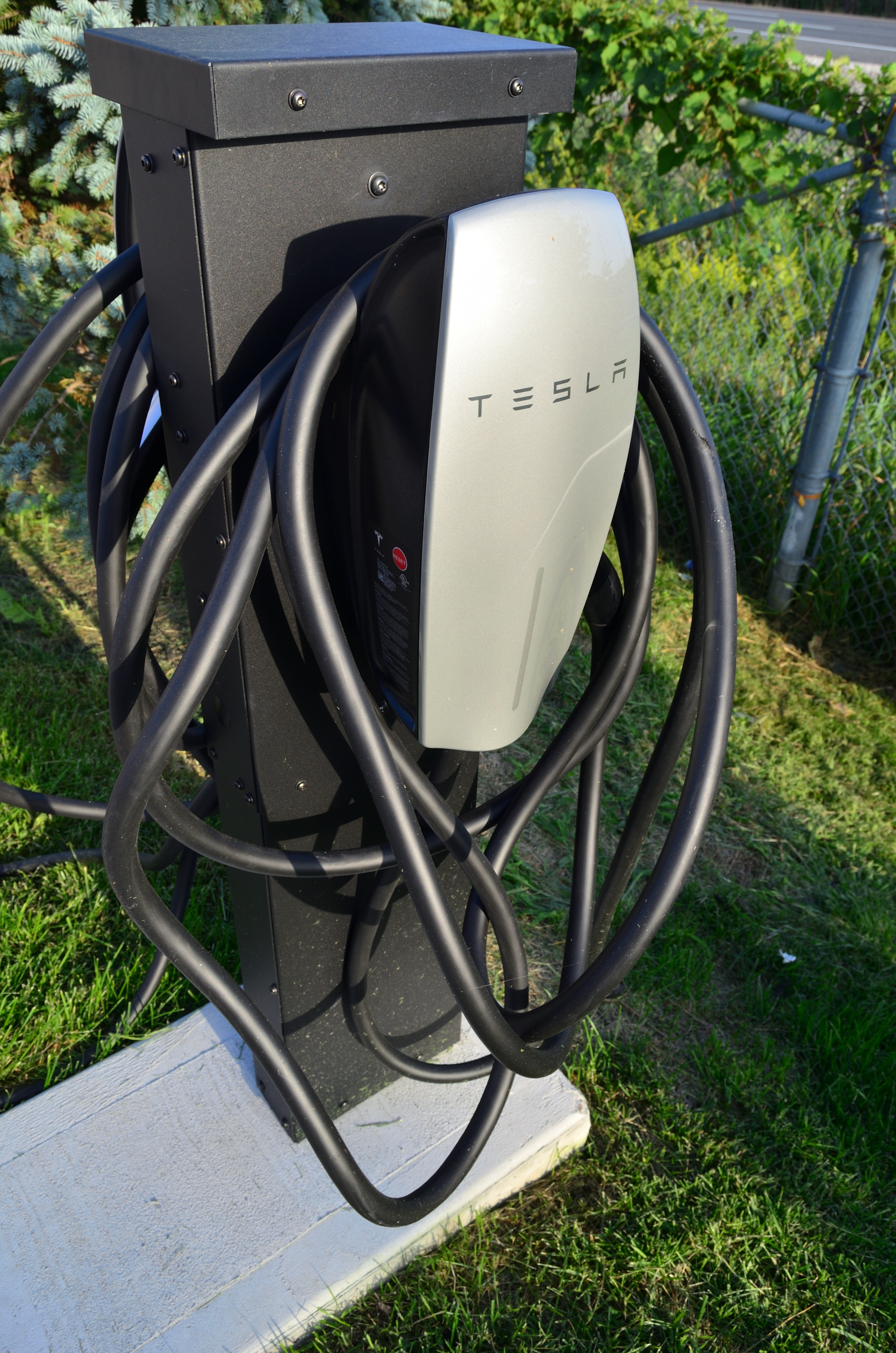
Per Auto elettrica
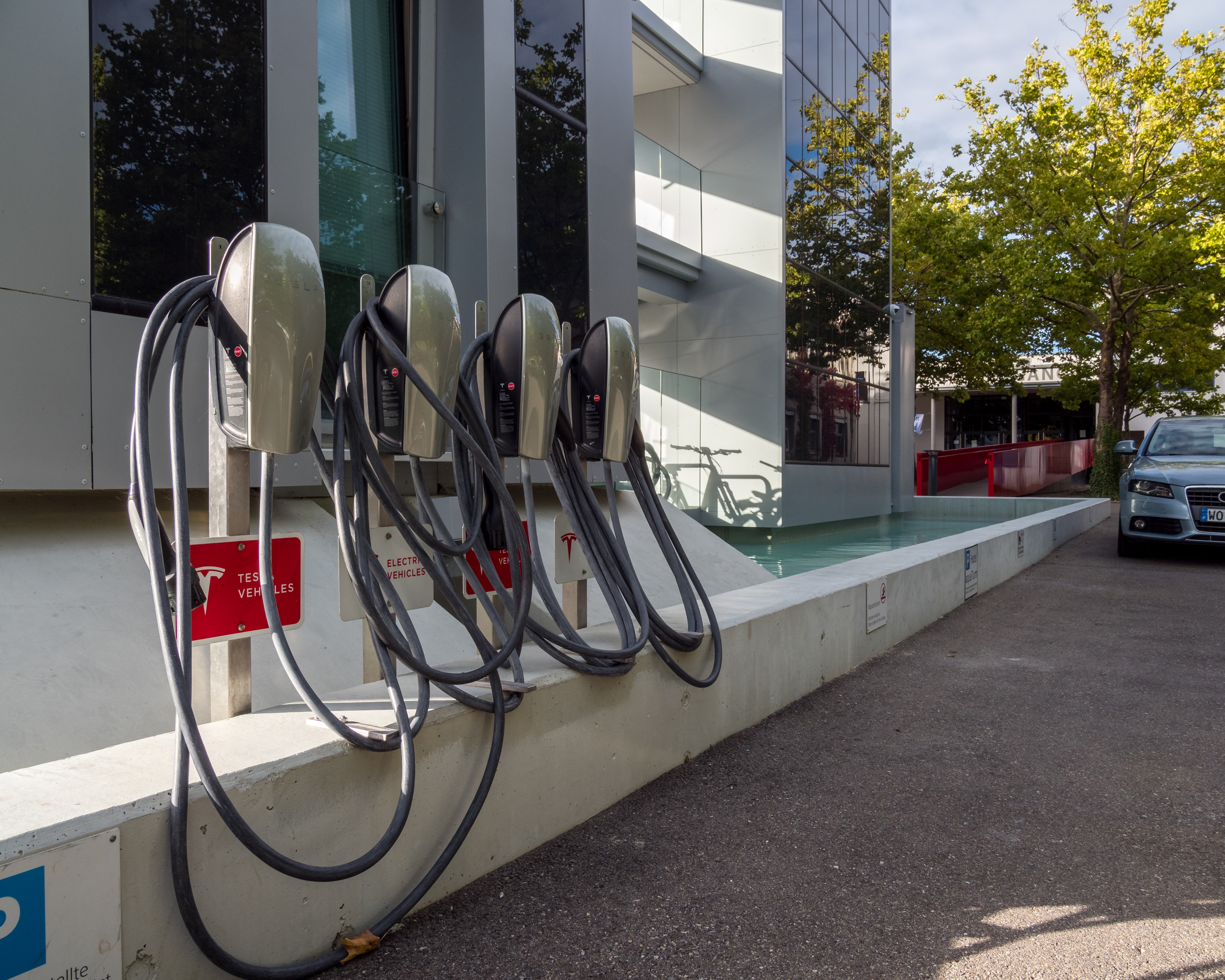
Distributore per Auto elettriche
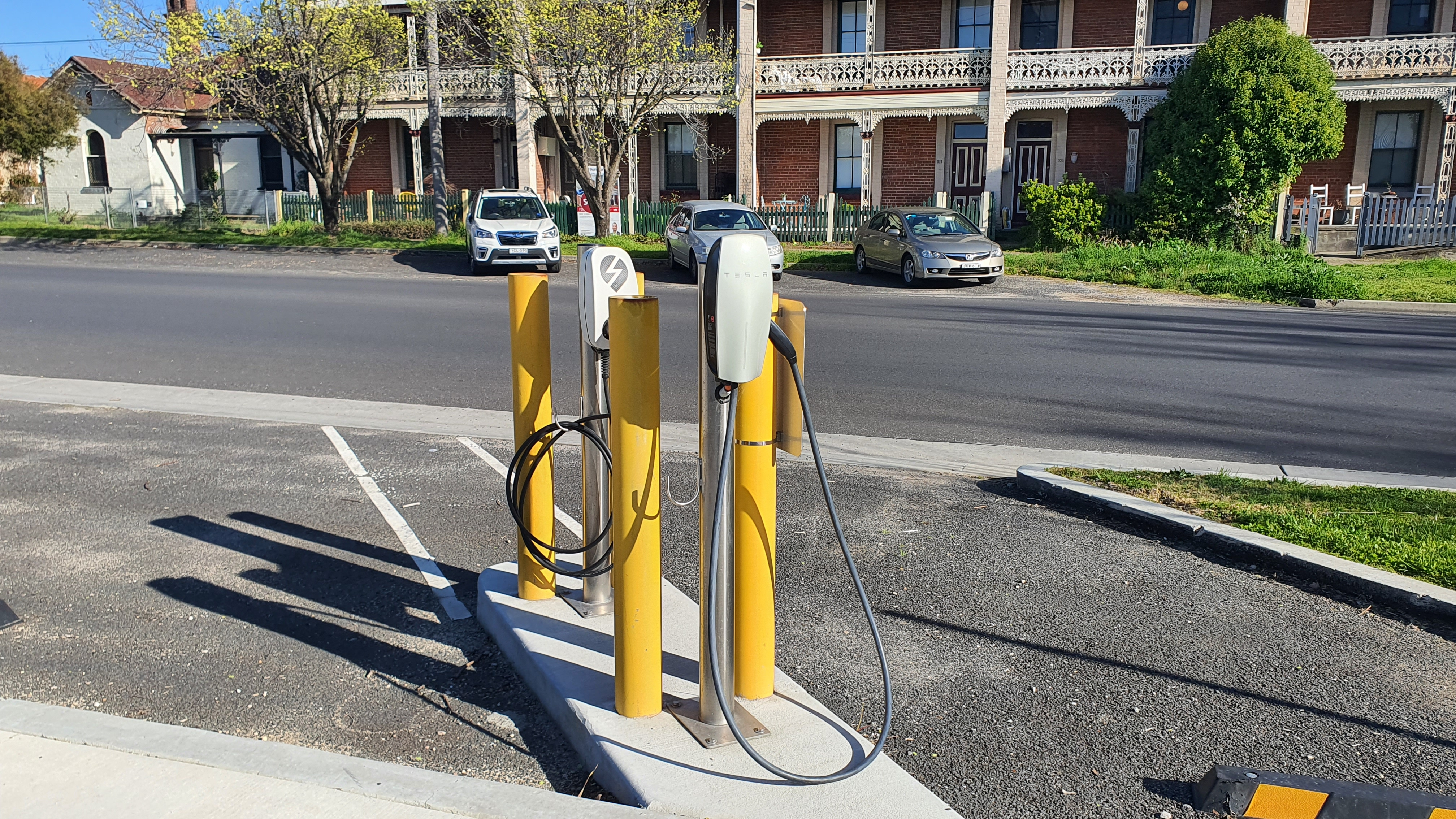
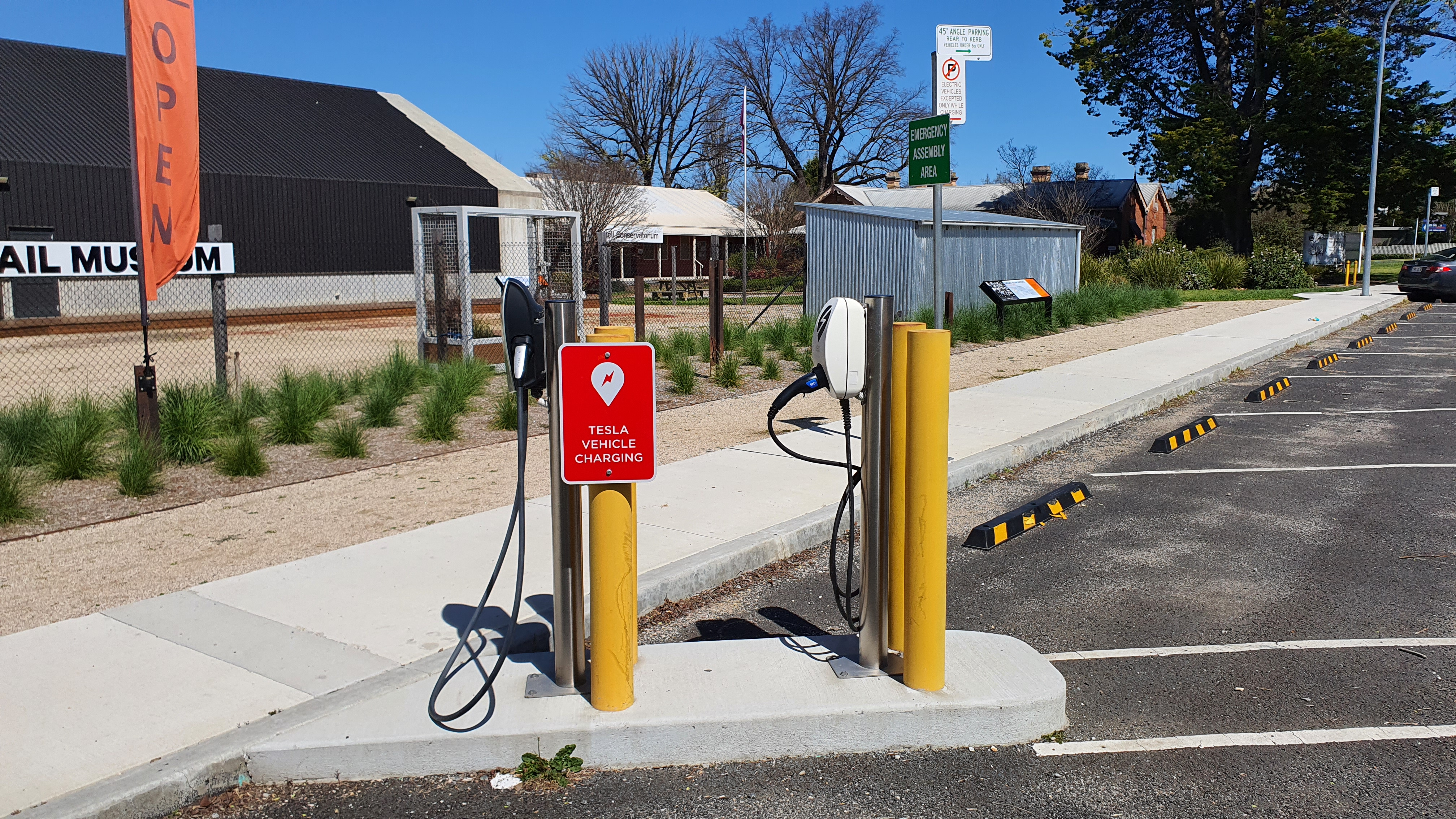
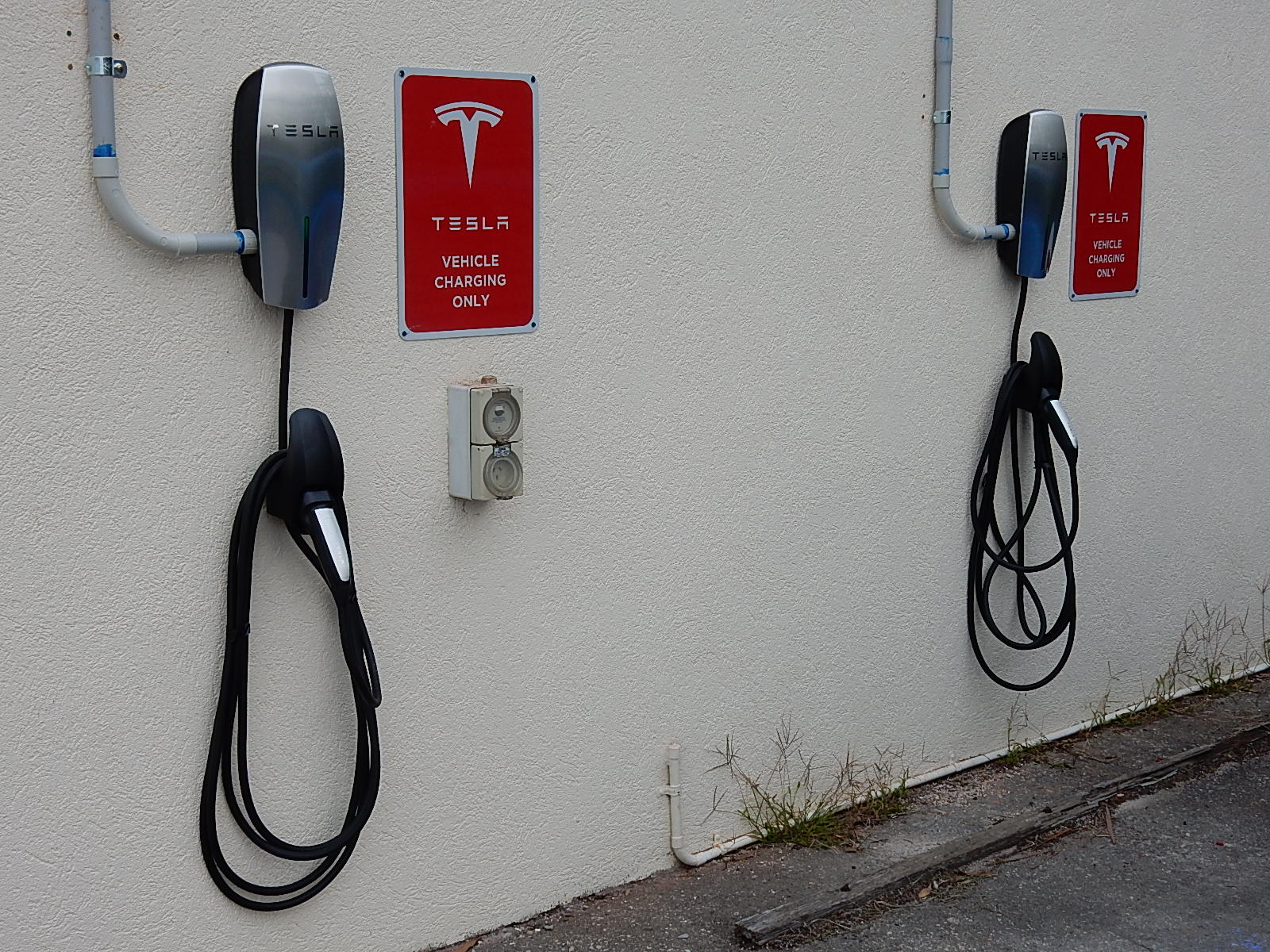